# Alveinus minutus
Alveinus minutus is een tweekleppigensoort uit de familie van de Kelliellidae. De wetenschappelijke naam van de soort is voor het eerst geldig gepubliceerd in 1865 door Conrad.